# Bel paese
Bel Paese és un formatge fabricat pel grup italià Galbani. És un formatge de pasta semi-tova, fet a partir de llet de vaca. Va ser desenvolupat l'any 1906 per Egidio Galbani, que volia obtenir un formatge destinat principalment al mercat interior. La marca Bel Paese està inspirada en el llibre d'Antonio Stoppani del mateix nom i significa «Bonic País».
Originalment fabricat a Melzo, a prop de Milà, és ara fabricat a tot el món pel grup Galbani. Després de sis a vuit setmanes de maduració, desenvolupa un aroma lleuger i cremós i una coberta groc pàl·lid, modelada en petits cilindres.
Aquest formatge pot ser consumit sol o acompanyat d'un vi afruitat o reemplaçar la mozzarella com a guarnició de les pizzes.